# Nicola Bartolini
Nicola Bartolini (Cagliari, 7 febbraio 1996) è un ginnasta italiano, campione del mondo al corpo libero ai Mondiali del 2021.

## Biografia
Nato a Cagliari ma originario di Quartu Sant'Elena, inizia a fare ginnastica a quattro anni e comincia la sua carriera senior nel 2014. 

## Carriera senior

### 2014-2018
Nel 2014 partecipa ai Campionati mondiali di Nanning.
Nel 2015 partecipa ai Giochi europei a Baku e ai Campionati mondiali di Glasgow.
Un infortunio alla spalla che richiese un intervento chirurgico gli impedisce di partecipare ai Giochi olimpici del 2016. 
Nel 2018 prende parte alla Coppa del mondo di Doha e alla World Challenge Cup di Osijek, vincendo la medaglia di bronzo al volteggio e al corpo libero.
Un altro infortunio gli impedisce però di gareggiare agli assoluti del 2018.

### 2019
Ai Campionati europei di Stettino del 2019 si qualifica per due finali di specialità, corpo libero e volteggio, che termina rispettivamente all'ottavo e sesto posto.
Viene convocato per partecipare ai Campionati mondiali di Stoccarda ad ottobre.

### 2021
Viene convocato per partecipare agli Europei del 2021 dove conquista il nono posto nell'all around.
Con un punteggio di 14.558 si qualifica anche per la finale al corpo libero, conquistando una medaglia di bronzo con un punteggio di 14.666. Ad ottobre parte per i campionati del mondo 2021 a Kitakyushu, in squadra con Thomas Grasso, Marco Lodadio, Carlo Macchini, Salvatore Maresca e Nicolò Mozzato. Si qualifica alla finale del corpo libero, con il punteggio di 14.966; alla finale si laurea campione del mondo, con un punteggio di 14.800, diventando il primo italiano a riuscire in tale impresa e scrivendo una pagina di storia per la ginnastica artistica maschile italiana.

### 2022
Nell'agosto del 2022, viene convocato per prendere parte ai Campionati Europei di Monaco, in Germania, dove si qualifica alla finale al corpo libero. Il 20 agosto vince, insieme alla squadra composta da Yumin Abbadini, Lorenzo Minh Casali, Andrea Cingolani e Matteo Levantesi, una storica medaglia d'argento per l'Italia.